# 토니 대로
토니 대로(1938년 12월 23일 ~ )는 미국의 배우이다.

## 출연 작품

### 영화
- 스트리트 트래쉬
- 좋은 친구들 (1990년 영화)
- 브로드웨이를 쏴라
- 마이티 아프로디테
- 해리 파괴하기
- 셀러브리티 (영화)
- 애널라이즈 디스
- 미키 블루 아이즈
- 스윗 앤 로다운
- 스몰 타임 크룩스
- 킬 더 아이리쉬맨

### 텔레비전
- 로앤오더
- 소프라노스
- 퍼슨 오브 인터레스트
- 팀스터 보스